# Grace Bussell
Grace Darling est une héroïne australienne : en 1876, alors qu'elle est âgée de 16 ans, elle participe, avec Sam Isaacs un employé de la propriété de ses parents, au sauvetage du navire SS Georgette (en) qui transporte 58 passagers et membres d'équipage. Pour cet acte de bravoure, elle reçoit la médaille d'argent de la Royal Humane Society (en). Elle est surnommée la Grace Darling de l'Ouest.